# Robert Zander (football)
Pour les articles homonymes, voir Robert Zander.
Adolf Robert Zander, né le 18 septembre 1895 à Luleå et mort le 27 juin 1966 à Göteborg, est un footballeur international suédois. Il évoluait au poste de gardien de but.

## Biographie

### En club
Zander est gardien du Örgryte IS de 1920 à 1927,.
Il est sacré Champion de Suède en 1926.
Après une dernière saison avec le Redbergslids IK, il raccroche les crampons en 1931.

### En équipe nationale
International suédois, Robert Zander dispute 20 matchs en équipe nationale suédoise de 1918 à 1926,.
Il dispute son premier match le 20 octobre 1918 contre le Danemark en amical (défaite 1-2 à Göteborg).
Il est gardien titulaire aux Jeux olympiques de 1920 : il dispute trois matchs durant le tournoi. L'équipe de Suède échoue en quarts de finale.
Il fait partie de l'équipe suédoise médaillée de bronze aux Jeux olympiques de 1924 mais ne dispute aucun match.
Son dernier match en sélection a lieu le 3 juillet 1926 contre les Tchécoslovaquie (défaite 2-4 à Prague).

## Palmarès
| \| Örgryte IS - Championnat de Suède (1) : - Champion : 1925-26. \| |  | Suède - Jeux olympiques : - Bronze : 1924. |
| Örgryte IS - Championnat de Suède (1) : - Champion : 1925-26.       |  |                                            |